# Форт Рајт (Кентаки)
Форт Рајт (енгл. Fort Wright) град је у америчкој савезној држави Кентаки.

## Демографија
По попису из 2010. године број становника је 5.723, што је 42 (0,7%) становника више него 2000. године.
| Група             | 2000.         | 2010.         |
| Белци             | 5.503 (96,9%) | 5.406 (94,5%) |
| Афроамериканци    | 56 (1,0%)     | 91 (1,6%)     |
| Азијати           | 45 (0,8%)     | 55 (1,0%)     |
| Хиспаноамериканци | 39 (0,7%)     | 80 (1,4%)     |
| Укупно            | 5.681         | 5.723         |